# Olaf Hampel
Olaf Hampel (n. 1 noiembrie 1965, Bielefeld, RFG) este un bober ce a reprezentat Germania, medaliat olimpic. A participat la 3 ediții ale Jocurilor Olimpice (1988, 1994, 1998) în care a câștigat două medalii de aur.